# 細谷巌太郎
細谷 巌太郎（ほそや いわたろう、1844年12月14日（弘化元年11月5日） - 1919年（大正8年）11月16日）は、明治から大正時代の政治家。銀行家。貴族院多額納税者議員。

## 経歴
出羽国村山郡、のちの山形県西村山郡谷地町（現河北町）出身。細谷義七郎の長男として生まれ、1875年（明治8年）12月、家督を相続する。
1880年（明治13年）以降、山形県会議員、同副議長、同議長を務めた。ほか、両羽農工銀行頭取や山形商業会議所特別議員を歴任した。
1904年（明治37年）山形県多額納税者として貴族院議員に互選され、同年9月29日から1918年（大正7年）9月28日まで務めた。